# Пиера Олание
Пиера Олание-Спайрани (на френски: Piera Aulagnier-Spairani, предишно фамилно име Касториадис-Олание) е френски лекар, психиатър и психоаналитик.

## Биография
Родена е на 19 ноември 1923 г. в Милано, Италия. Започва да учи медицина в Рим. През 1950 се премества в Париж, където довършва обучението си по психиатрия. Между 1955 и 1961 г. учи психоанализа под ръководството на Жак Лакан. След разцепването на Френското психоаналитично общество през 1963 г. тя го напуска заедно с Лакан и година по-късно, пак заедно с него е един от основателите на École Freudienne de Paris. През 1969 г. напуска и тази организация в несъгласие с позициите на Лакан относно обучението по психоанализа. Същата година заедно с Франсоа Перие и Жан-Пол Валабрега основава четвъртата група на Психоаналитичната организация на френско-говорещите).
Омъжва се за Корнелиус Касториадис през 1975 г.
Умира на 31 март 1990 г. в Париж на 66-годишна възраст.